# Mission évangélique des Tziganes de France (Vie et Lumière)
La Mission évangélique des Tziganes de France ou Vie et Lumière est une association chrétienne évangélique d'églises pentecôtistes regroupant 130 000 membres et 404 églises en 2025. Un institut de théologie lui est affilié, l'École biblique Vie et Lumière. Son siège est situé à Nevoy, en France.

## Histoire
Le pasteur Clément Le Cossec  fonde la revue Vie et Lumière et la Mission évangélique des Tziganes de France en 1954. D'après le récit du pasteur Le Cossec, ce mouvement est né à la suite de la guérison d'un jeune tsigane en 1949, qui provoqua plusieurs conversions, mais surtout de la prise de conscience par le pasteur Le Cossec en 1952 de l'état d'abandon des Tziganes, tant par les autorités civiles que religieuses. En 1968, la Mission est devenue autonome des Assemblées de Dieu de France. 
Après la mort du pasteur Clément Le Cossec en 2001, le mouvement est dirigé par le pasteur Georges Meyer. George Meyer a formellement succédé à Clément Le Cossec à la tête de institution en 1972, ce dernier ayant souhaité être déchargé pour pouvoir mieux se consacrer à son ministère d’évangélisation. Après la disparition du fondateur de Vie et Lumière, George Meyer est devenu le leader de l'ensemble de la communauté évangélique tzigane. Ce dernier est mort le 20 janvier 2020. Son fils Paul Meyer est désigné comme le nouveau responsable du mouvement.
Vie et Lumière est, depuis 1975, membre de la Fédération protestante de France (FPF).
En 2015, elle compterait 100 000 membres et 260 églises .
Selon un recensement de l’association, elle aurait en 2023, 222 églises membres  et compterait plus de 130 000 membres. Pour Christian Krieger, président de la Fédération protestante de France, c'est la « plus grande Église évangélique » de France.

## Croyances
L'association a une confession de foi pentecôtiste , .

## Écoles
Elle compte un institut de théologie affilié, l’École biblique Vie et Lumière de Nevoy, fondée en 1966,,,.

## Rassemblements
L'association organise des rassemblements internationaux chaque année où se déroulent des prières, des cultes et des baptêmes,.